# 達洪阿
達洪阿（穆麟德轉寫：dahūngga；？—1854年），富察氏，字厚庵，滿洲鑲黃旗人，清朝基層武官出身，從基層軍官累功至總兵，由護軍被薦舉擢升為總兵。道光十五年，調任臺灣鎮總兵。在五年的總兵任內，掃除嘉義、彰化等地的盜匪。
有稱他在第一次鴉片戰爭中在臺灣大安之役打敗英軍，但其他文獻及著作都認為該役實為英船觸礁事件，是為「吶爾不噠」號事件。

## 生平
富察達洪阿為滿洲鑲黃旗人。1835年（道光十五年）調台灣鎮總兵。他於5年內，掃蕩嘉義彰化盜匪，頗受政府倚重。
1842年的鴉片戰爭大安之役中，他與姚瑩合作擊殺闖入台灣的英軍。不過後因奉旨斬殺英國俘虜，遭清廷外放四川，新疆等地。
1854年，他調往河北阜城與太平軍對抗，不久即於戰役中陣亡。

## 脚注
1. ↑  满语意思是“反复的”。（安双成，《满汉大辞典》，659页）
2. ↑  清史稿/卷369：達洪阿，字厚庵，富察氏，滿洲鑲黃旗人。由護軍洊擢總兵。道光十五年，調台灣鎮。十八年，剿嘉義縣匪沈和等，賜花翎，加提督銜。二十一年八月，英兵船至雞籠海口，達洪阿與姚瑩督兵御之。副將邱鎮功燃巨砲折其桅，敵船衝礁破碎，擒斬甚眾，賜雙眼花翎。九月，敵船再至雞籠三沙灣，復卻之。剿平嘉義、鳳山土匪，予騎都尉世職。二十二年，敵船犯淡水、彰化間之大安港，欲入口。達洪阿謀於姚瑩，瑩曰：「此未可與海上爭鋒，必以計殲之。」乃募漁舟投敵任鄉導，誘令從土地公港入，擱淺中流，伏發，大破之，落水死者無算，其竄入漁舟者，擊斬殆盡。詔嘉台灣三次破敵，達洪阿等智勇兼施，大揚國威，賜號阿克達春巴圖魯，加太子太保銜。敵船遊奕外洋，乘間掩擊，迭有俘獲，遂不復至。

既而英師再陷定海，浙江、江蘇軍屢挫，乃議和。英將濮鼎查訴稱台灣所戮皆遭風難民，達洪阿等冒功捏奏，命總督怡良赴台灣查辦。至即傳旨革職逮問，兵民不服，勢洶洶，達洪阿等撫慰乃散。至京，下刑部獄，尋釋之，予三等侍衛，充哈密辦事大臣。歷伊犁參贊大臣，西寧辦事大臣。二十六年，偕陝甘總督布彥泰剿平黑錯寺番匪。三十年，授副都統。

咸豐元年，從大學士賽尚阿勦賊廣西，破紫金山西南砲台。以病回京。三年，粵匪犯畿輔，率八旗兵赴臨洺關進剿。從欽差大臣勝保擊賊靜海，四戰皆捷，追至下西河，副都統佟鑑、天津知縣謝子澄陣亡。詔斥達洪阿先退，革職，留營效力。四年，敗賊獻縣，復原官。尋追賊阜城，受傷，卒於軍。贈都統銜，予騎都尉兼一雲騎尉世職，諡壯武。姚瑩自有傳。

論曰：林則徐才略冠時，禁煙一役，承宣宗嚴切之旨，操之過急；及敵氛蹈瑕他犯，遂遭讒屏斥。論者謂粵事始終倚之，加之操縱，潰裂當不致此。則徐瀕謫，疏陳：「自道光元年以來，粵關徵銀三千餘萬兩，收其利必防其害。使以關稅十分之一制砲造船，制夷已可裕如。」誠為讜論。惟當時內治廢弛，外情隔膜，言和言戰，皆昧機宜，其禍豈能倖免哉？鄧廷楨與則徐同心禦侮，克保岩疆。若達洪阿、姚瑩卻敵台灣，固由守禦有方，亦因敵非專注，朝廷皆不得已而罪之，諸人卒皆復起，而名節播宇內、煥史冊矣。

| 前任： 張琴 | 台灣鎮總兵 1835年上任 | 繼任： 保芝琳 |